# Gamasomorpha
Gamasomorpha is een geslacht van spinnen uit de  familie van de Oonopidae (dwergcelspinnen).

## Soorten
- Gamasomorpha anhuiensis Song & Xu, 1984
- Gamasomorpha arabica Simon, 1893
- Gamasomorpha austera Simon, 1898
- Gamasomorpha australis Hewitt, 1915
- Gamasomorpha barbifera Tong & Li, 2007
- Gamasomorpha bipeltis (Thorell, 1895)
- Gamasomorpha brasiliana Bristowe, 1938
- Gamasomorpha camelina Simon, 1893
- Gamasomorpha cataphracta Karsch, 1881
- Gamasomorpha clarki Hickman, 1950
- Gamasomorpha clypeolaria Simon, 1907
- Gamasomorpha comosa Tong & Li, 2009
- Gamasomorpha deksam Saaristo & van Harten, 2002
- Gamasomorpha gershomi Saaristo, 2007
- Gamasomorpha humicola Lawrence, 1947
- Gamasomorpha humilis Mello-Leitão, 1920
- Gamasomorpha inclusa (Thorell, 1887)
- Gamasomorpha insularis Simon, 1907
- Gamasomorpha jeanneli Fage, 1936
- Gamasomorpha kabulensis Roewer, 1960
- Gamasomorpha kraepelini Simon, 1905
- Gamasomorpha kusumii Komatsu, 1963
- Gamasomorpha lalana Suman, 1965
- Gamasomorpha linzhiensis Hu, 2001
- Gamasomorpha longisetosa Lawrence, 1952
- Gamasomorpha lutzi (Petrunkevitch, 1929)
- Gamasomorpha maschwitzi Wunderlich, 1995
- Gamasomorpha microps Simon, 1907
- Gamasomorpha minima Berland, 1942
- Gamasomorpha mornensis Benoit, 1979
- Gamasomorpha m-scripta Birabén, 1954
- Gamasomorpha nigrilineata Xu, 1986
- Gamasomorpha nigripalpis Simon, 1893
- Gamasomorpha nitida Simon, 1893
- Gamasomorpha parmata (Thorell, 1890)
- Gamasomorpha patquiana Birabén, 1954
- Gamasomorpha perplexa Bryant, 1942
- Gamasomorpha plana (Keyserling, 1883)
- Gamasomorpha platensis Birabén, 1954
- Gamasomorpha porcina Simon, 1909
- Gamasomorpha psyllodes Thorell, 1897
- Gamasomorpha puberula (Simon, 1893)
- Gamasomorpha pusilla Berland, 1914
- Gamasomorpha rufa Banks, 1898
- Gamasomorpha sculptilis Thorell, 1897
- Gamasomorpha semitecta Simon, 1907
- Gamasomorpha servula Simon, 1908
- Gamasomorpha seximpressa Simon, 1907
- Gamasomorpha silvestris (Simon, 1893)
- Gamasomorpha simplex (Simon, 1891)
- Gamasomorpha subclathrata Simon, 1907
- Gamasomorpha taprobanica Simon, 1893
- Gamasomorpha testudinella Berland, 1914
- Gamasomorpha tovarensis (Simon, 1893)
- Gamasomorpha vianai Birabén, 1954
- Gamasomorpha virgulata Tong & Li, 2009
- Gamasomorpha wasmanniae Mello-Leitão, 1939